# منتون (ألاباما)
منتون (بالإنجليزية: Mentone)‏ هي مدينة أمريكية تقع في ولاية ألاباما.تبلغ مساحة هذه المدينة 12.2 (كم²)،ويبلغ عدد سكانها 486 نسمة حسب إحصاء سنة 2010 م.تشير الإحصاءات بأن الكثافة السكانية في هذه المدينة تقدر بـ(37) نسمة/كم2.

## التركيبة السكانية
حدّد مكتب تعداد الولايات المتحدة بيانات التركيبة السكانية لمنتون في تعداد الولايات المتحدة. في ما يلي، التركيبة السكانية حسب تعدادي 2000 و2010.

### تعداد عام 2000
بلغ عدد سكان منتون 451 نسمة بحسب تعداد عام 2000، وبلغ عدد الأسر 201 أسرة وعدد العائلات 127 عائلة مقيمة في البلدة. في حين سجلت الكثافة السكانية 40.5 نسمة لكل كيلومتر مربع (104.9/ميل2). وبلغ عدد الوحدات السكنية 350 وحدة بمتوسط كثافة قدره 31.4 لكل كيلومتر مربع (81.3/ميل2).
وتوزع التركيب العرقي للبلدة بنسبة 95.34% من البيض و1.11% من الأمريكيين الأفارقة و0.67% من الأمريكيين الأصليين و2.88% من عرقين مختلطين أو أكثر و0.22% من الهسبانيون أو اللاتينيون من أي عرق.
بلغ عدد الأسر 201 أسرة كانت نسبة 30.8% منها لديها أطفال تحت سن الثامنة عشر تعيش معهم، وبلغت نسبة الأزواج القاطنين مع بعضهم البعض 49.3% من أصل المجموع الكلي للأسر، ونسبة 7.5% من الأسر كان لديها معيلات من الإناث دون وجود شريك، بينما كانت نسبة 6.5% من الأسر لديها معيلون من الذكور دون وجود شريكة وكانت نسبة 36.8% من غير العائلات. تألفت نسبة 33.8% من أصل جميع الأسر من عدة أفراد يعيشون في نفس المنزل ونسبة 16.4% كانت تتألف من شخص يعيش بمفرده يبلغ من العمر 65 عاماً أو أكثر. وبلغ متوسط حجم الأسرة المعيشية 2.23، أما متوسط حجم العائلات فبلغ 2.87.
بلغ العمر الوسطي للسكان 43.5 عاماً. وكانت نسبة 23.1% من القاطنين تحت سن الثامنة عشر، وكانت نسبة 7.1% بين الثامنة عشر والرابعة والعشرين عاماً، ونسبة 21.3% كانت واقعةً في الفئة العمرية ما بين الخامسة والعشرين والرابعة والأربعين عاماً، ونسبة 27.5% كانت ما بين الخامسة والأربعين والرابعة والستين، ونسبة 20.6% كانت ضمن فئة الخامسة والستين عاماً فما فوق. يوجد لكل 100 أنثى 90.3 ذكر، ويوجد لكل 100 أنثى في الثامنة عشر من عمرها فما فوق 86.5 ذكر.
بلغ متوسط دخل الأسرة في البلدة 24,625 دولارًا، أما متوسط دخل العائلة فبلغ 28,750 دولارًا. وكان متوسط دخل الذكور 27,411 دولارًا مقابل 17,656 دولارًا للإناث. وسجل دخل الفرد الخاص بالبلدة 13,561 دولارًا. وكانت نسبة 13.5% من العائلات ونسبة 12.2% من السكان تحت خط الفقر، وكان من هؤلاء نسبة 10% تحت سن الثامنة عشر ونسبة 14% في الخامسة والستين من العمر وما فوق.

### تعداد عام 2010
بلغ عدد سكان منتون 360 نسمة بحسب تعداد عام 2010، وبلغ عدد الأسر 165 أسرة وعدد العائلات 107 عائلة مقيمة في البلدة. في حين سجلت الكثافة السكانية 32.3 نسمة لكل كيلومتر مربع (83.7/ميل2). وبلغ عدد الوحدات السكنية 370 وحدة بمتوسط كثافة قدره 33.2 لكل كيلومتر مربع (86.0/ميل2).
وتوزع التركيب العرقي للبلدة بنسبة 92.22% من البيض و1.94% من الأمريكيين الأفارقة و1.39% من الأمريكيين الأصليين و0.28% من الأعراق الأخرى و4.17% من عرقين مختلطين أو أكثر و0.56% من الهسبانيون أو اللاتينيون من أي عرق.
بلغ عدد الأسر 165 أسرة كانت نسبة 20.6% منها لديها أطفال تحت سن الثامنة عشر تعيش معهم، وبلغت نسبة الأزواج القاطنين مع بعضهم البعض 52.7% من أصل المجموع الكلي للأسر، ونسبة 9.7% من الأسر كان لديها معيلات من الإناث دون وجود شريك، بينما كانت نسبة 2.4% من الأسر لديها معيلون من الذكور دون وجود شريكة وكانت نسبة 35.2% من غير العائلات. تألفت نسبة 35.2% من أصل جميع الأسر من عدة أفراد يعيشون في نفس المنزل ونسبة 17% كانت تتألف من شخص يعيش بمفرده يبلغ من العمر 65 عاماً أو أكثر. وبلغ متوسط حجم الأسرة المعيشية 2.16، أما متوسط حجم العائلات فبلغ 2.78.
بلغ العمر الوسطي للسكان 51.5 عاماً. وكانت نسبة 16.9% من القاطنين تحت سن الثامنة عشر، وكانت نسبة 5.6% بين الثامنة عشر والرابعة والعشرين عاماً، ونسبة 19.2% كانت واقعةً في الفئة العمرية ما بين الخامسة والعشرين والرابعة والأربعين عاماً، ونسبة 33.6% كانت ما بين الخامسة والأربعين والرابعة والستين، ونسبة 24.7% كانت ضمن فئة الخامسة والستين عاماً فما فوق. وتوزع التركيب الجنسي للسكان بنسبة 47.2% ذكور و52.8% إناث.

## أعلام
- ويليام تيري بادهام